# Відновленість вугілля
Відновленість вугілля – умовний термін для позначення генетичних типів вугілля: genetic type – слабко (мало) відновленого і відновленого a reduced (r) and lowreduced (lr), які характеризуються різними властивостями вітриніту і вугілля з перевагою вітриніту (понад 75%), і що мають однакову ступінь вуглефікації. Вугілля кожного типу складає пласт, пачку або шар пласта. Відновлений тип знаходиться, як правило, у верхній частині пласта. Ця особливість вугілля встановлена у Донецькому басейні (В.В.Відавський, Харків, 1932, 1941) на прикладах дослідження властивостей ізометаморфних пар вугілля (пластів, розташованих поруч, з однієї свердловини або одного шахтного поля) однакового петрографічного складу, які суттєво відрізняються за властивостями. 

## Ознаки відновленості вугілля
- 1) Колір вітриніту в прохідному та відбитому світлі, антрацитів – у відбитому поляризов. світлі в стані згасання і просвітлення;

- 2) Ступінь збереженості структури вітринізованих залишків рослинного матеріалу;

- 3) Присутність тонкодисперсного піриту і вміст в пробі вугілля мікролітотипів з тонкодисперсним піритом.

Якщо перша і третя ознаки можуть бути застосованими для ідентифікації ступеня відновленості вугілля всіх стадій вуглефікації, то збереженість структури вітринізованих залишків рослинного матеріалу простежується тільки для вугілля високої стадії вуглефікації та антрацитів. За петрографічними ознаками зовнішній вигляд вугілля слабковідновленого типу характерний чіткою шаруватістю, кутастим нерівним зламом з шорсткою поверхнею, високою міцністю та спаяністю тріщин, сірувато-чорним кольором. Вугілля відновленого типу мають монолітну структуру, плаский напівраковинний злам з гладкою поверхнею, відкриті тріщини, смолисто-чорний колір.
Інша характерна ознака типу за відновленістю – літолого-фаціальний склад порід покрівлі. В покрівлі вугільних пластів відновленого типу залягають породи з ознаками впливу моря, в т.ч. вапняки; в покрівлі вугілля слабковідновлюваного типу – породи річкових та озерних відкладів.
Вугілля слабковідновленого типу на відміну від відновленого характеризується більшим вмістом вуглецю, меншим – водню та сірки (і за деякими даними азоту), меншою теплотворною здатністю і меншим виходом летких речовин, смоли коксування і напівкоксування, гіршим розчиненням в органічних розчинниках, більшою механічною міцністю і твердістю, більш високою відбивною здатністю та анізотропією відбивання світла для всіх мацералів.
За присутністю в одному вугіллі тонкодисперсного піриту (відомої ознаки відновлювального стану середовища при діагенезі осадових порід) і відсутності піриту в інших їх визначили як відновлений і слабковідновлений типи. Вугілля слабковідновленого типу на відміну від відновленого характеризується більшим вмістом вуглецю і кисню, меншим – водню, азоту та сірки, меншою теплотворною здатністю і меншим виходом летких речовин, смоли коксування і напівкоксування, гіршим розчиненням в органічних розчинниках, більшою механічною міцністю і твердістю, більш високою відбивною здатністю та анізотропією відбивання світла для всіх мацералів групи вітриніту.
За петрографічними ознаками зовнішній вигляд вугілля слабковідновленого типу характерний чіткою шаруватістю, кутастим нерівним зламом з шорсткою поверхнею, високою міцністю та спаяністю тріщин, сірувато-чорним кольором. Вугілля відновленого типу мають монолітну структуру, плаский напівраковинний злам з гладкою поверхнею, відкриті тріщини, смолисто-чорний колір. Відомі ознаки вугілля слабковідновленого і відновленого типів визначаються під мікроскопом – колір вітриніту в прохідному та відбитому світлі, антрацитів – у відбитому поляризов. світлі в стані згасання і просвітлення; ступінь збереженості структури вітринізованих залишків рослинного матеріалу; присутність тонкодисперсного піриту і вміст в пробі вугілля мікролітотипів з тонкодисперсним піритом (використовується як показник типу за відновлюваністю, Г.П.Маценко, 1983). 
Характерна ознака типу за відновленістю – літолого-фаціальний склад порід покрівлі. В покрівлі вугільних пластів відновленого типу залягають породи з ознаками впливу моря, в т.ч. вапняки; в покрівлі вугілля слабковідновлюваного типу – породи річкових та озерних відкладів. У двовимірній класифікації вугілля та антрацитів виділено три типи: слабковідновлений, середньовідновлений і відновлений, позначені малими літерами алфавіту – а,б,в, або 5 типів з виділенням особливослабковідновленого типу – оа та високовідновленого – вв. Різні властивості вітриніту відновленого та слабковідновленого вугілля – це прояв їх різної хімічної структури. 
Типи за відновленістю враховуються при компонуванні шихти (побічно за вмістом сірки), при виборі вугілля і антрацитів для непаливного використання (виробництва сульфовугілля, термоанатрацитів і т.ін.). Визначаються при геологорозвідувальних роботах як один з показників властивостей вугілля. Використовуються для прогнозу схильності до самозаймання та раптових викидів. 
Останніми дослідженнями українських вчених (О.Турчанина, Л.Бутузова та ін.) встановлено розходження у виході та складі екстрактів, отриманих з вугілля різних генетичних типів за відновленістю: вугілля типу в відрізняється підвищенною розчинністю в дихлорметані, меншим виходом асфальтенів, у 2 рази більшою кількістю ароматичних вуглеводнів і дибензотіофену, більшою кількістю полярних гетеросполук, стеранів і гопанів у порівнянні з екстрактами вугілля типу а. 
Встановлено також розходження в молекулярній і надмолекулярній структурі довгополуменевого вугілля різних типів за відновленістю. Зокрема, вугілля відновленого типу відрізняється меншим ступенем упорядкованості і поліспряження органічної маси вугілля, меншою міцністю міжмолекулярних взаємодій, але підвищеною концентрацією тіоефірних, ефірних груп і СНар-зв’язків у порівнянні із слабовідновленим вугіллям. Ці особливості структури відповідають за здатність вугілля типу в формувати сплавлені напівкокси і кокси навіть з низькометаморфізованого вугілля.

## Класифікація
У двовимірній класифікації вугілля та антрацитів виділено три типи: слабковідновлений, середньовідновлений і відновлений, позначені малими літерами алфавіту – а, б, в, або 5 типів з виділенням особливослабковідновленого типу – оа та високовідновленого – вв. Різні властивості вітриніту відновленого та слабковідновленого вугілля – це прояв їх різної хімічної структури.
Походження. Основними факторами, які обумовили виникнення вугілля різного типу відновленості є: водневий показник рН та окиснювально-відновний потенціал Eh середовища діагенезу. Маловідновлене вугілля виникло в умовах кислого водного середовища континентальних річних, озерних тощо кислих вод (рН=5-6). 
Відновлене вугілля – в умовах лужного середовища морських вод (рН=8). Останні перекривали торф'яний пласт внаслідок трансгресії, проникаючи при цьому у вугільний пласт. Це середовище було сприятливим для розвитку ряду колоній численних бактерій (сульфатредукуючих, метаноутворюючих та ін.). Їх дія приводила до глибокого розкладу залишків рослинної речовини (на рівні внутрішньої структури) при слабких процесах вторинної конденсації продуктів розкладу. Результатом цього було збіднення вугільної речовини ароматичними компонентами. Надалі в процесі вуглефікації конденсація слабковідновленого вугілля мала невиразний характер.
В той же час, в умовах кислих вод бактеріальне середовище було різко відмінним і розклад рослинного матеріалу супроводжувався характерними конденсаційними процесами (з утворенням вторинних структур). В цих умовах вугільна речовина збагачувалася ароматичними сполуками. Конденсація їх закономірно збільшувалася зі ступенем вуглефікації.

## Локалізація та розповсюдження
Вугілля кожного типу складає пласт, пачку або шар пласта. Відновлений тип знаходиться, як правило, у верхній частині пласта. 
У Донецькому вугільному басейні бл. 30% слабковідновленого вугілля, бл. 60% - відновленого (переважно Півн. та Півн.-Сх. Донбас). Перехідне вугілля локалізується на контакті морських та континентальних відкладів г.п. На Зах. Донбасі, де раніше була прибережна зона, сформувалося переважно середньовідновлене вугілля.
У Зах. Європі відомий єдиний пласт вугілля відновленого типу (нижній карбон), ширше розповсюджене вугілля середнього типу за відновленістю, основна маса вугілля – слабковідновлене.

## Практичне значення
Типи за відновленістю враховуються при компонуванні шихти (побічно за вмістом сірки), при виборі вугілля і антрацитів для непаливного використання (виробництва сульфовугілля, термоанатрацитів і т.ін.). Визначаються при геологорозвідувальних роботах як один з показників властивостей вугілля. Використовуються для прогнозу схильності до самозаймання та раптових викидів. 